# Schöpfungszeit
Schöpfungszeit bezeichnet im Kirchenjahr die Zeit zwischen dem 1. September und dem 4. Oktober. Die Kirchen sind dann dazu aufgerufen, für den Schutz der Schöpfung Gottes zu beten, sich auf ihre Verantwortung für sie zu besinnen und daraus praktische Taten folgen zu lassen.

## Geschichte
Die Schöpfungszeit wurde von der so genannten dritten Europäischen Ökumenischen Versammlung der Kirchen ausgerufen, die 2007 im rumänischen Sibiu stattfand. Die Versammlung empfahl ihren Mitgliedern, den Zeitraum zwischen dem 1. September und dem 4. Oktober dem Gebet für den Schutz der Schöpfung und der Förderung eines nachhaltigen Lebensstils zu widmen, um sich auf ihre Verantwortung für Gottes Schöpfung zu besinnen. Die Initiative dazu ging von Seiten der Orthodoxie aus. Der 1. September gilt bei den orthodoxen Kirchen als der Tag der Schöpfung und erster Tag des Kirchenjahres. Der 4. Oktober ist der Gedenktag des Franziskus von Assisi, der von vielen Christen auch als ‚Umwelt-Heiliger’ verehrt wird.
Dieser Zeitraum der ‚Schöpfungszeit’ solle von den Kirchen als feste Periode in den kirchlichen bzw. liturgischen Kalender aufgenommen werden, so die Empfehlung von Sibiu. Jedes Jahr würde er den Kirchen die Gelegenheit bieten, Gott den Schöpfer gemeinsam zu preisen, die Schätze ihrer Traditionen miteinander zu teilen und auf eine neue Orientierung im Leben der Gesellschaft hinzuarbeiten.
Bereits 1989 hatte der damalige orthodoxe Patriarch von Konstantinopel, Dimitrios I. (1914–1991), dazu aufgerufen, den 1. September als einen „Tag der Bewahrung der natürlichen Umwelt“ zu begehen, Gott an diesem Tag für die Schöpfung zu danken und um ihren Schutz und ihr Heil zu bitten. Patriarch Dimitrios wies darauf hin: „Indem der Mensch seine Sonderstellung in der Schöpfung und Gottes Auftrag ‚über die Erde zu herrschen (Genesis 1,28)’ missbraucht, hat er die Welt an den Rand apokalyptischer Selbstzerstörung geführt, sei es durch die Verschmutzung der Natur, die alle Lebewesen gefährdet, sei es durch die Ausrottung von Tier- und Pflanzenarten oder auf mancherlei andere Weise. Wissenschaftlicher und andere Experten warnen uns vor den Gefahren und weisen auf immer neue lebensgefährdende Phänomene hin, wie zum Beispiel den so genannten Treibhauseffekt, dessen erste Anzeichen sich bereits bemerkbar machen. Angesichts dieser Situation kann die Kirche Christi nicht stumm bleiben.“
Zehn Jahre später stellte das Europäische Christliche Umweltnetz (ECEN) bei seiner zweiten Tagung im Jahr 1999 fest, dass das Thema ‚Schöpfung’ in manchen evangelischen Kirchen im Zusammenhang mit dem Erntegottesdienst und in der römisch-katholischen Kirche im Kontext des Gedenktages des Franz von Assisi (4. Oktober) steigende Bedeutung bekam. Da das Thema ‚Schöpfer und Schöpfung’ allerdings bislang im Kirchenjahr keinen festen Platz hatte, weitete das Netzwerk den Vorschlag von Patriarch Dimitrios I. aus und forderte die Kirchen dazu auf, eine ‚Zeit für Gottes Schöpfung’ vom 1. September bis zum zweiten Sonntag im Oktober einzuführen. Dieser Vorschlag wurde schließlich in Sibiu aufgegriffen.

## Aktuelle Entwicklung
Beim Ökumenischen Kirchentag in München 2010 proklamierte dann der Vorsitzende der Arbeitsgemeinschaft Christlicher Kirchen in Deutschland (ACK), Landesbischof Friedrich Weber, im Namen der ACK den ersten Freitag im September als Schöpfungstag. Mittlerweile beginnt sich die Schöpfungszeit in einigen Evangelischen Landeskirchen zum festen Bestandteil des Kirchenjahres zu etablieren.